# Seznam jezer
Seznam jezer.

## Svět
- Největší jezera světa podle rozlohy
- Největší jezera světa podle objemu
- Nejhlubší jezera světa

## Evropa
- Seznam jezer v Evropě
- Největší jezera v Evropě podle rozlohy
- Největší jezera v Evropě podle objemu
- Nejhlubší jezera v Evropě

## Asie
- Seznam jezer v Asii
- Největší jezera v Asii podle rozlohy
- Největší jezera v Asii podle objemu
- Nejhlubší jezera v Asii

## Afrika
- Seznam jezer v Africe
- Největší jezera v Africe podle rozlohy
- Největší jezera v Africe podle objemu
- Nejhlubší jezera v Africe

## Severní Amerika
- Seznam jezer v Severní Americe
- Největší jezera v Severní Americe podle rozlohy
- Největší jezera v Severní Americe podle objemu
- Nejhlubší jezera v Severní Americe

## Jižní Amerika
- Seznam jezer v Jižní Americe
- Největší jezera v Jižní Americe podle rozlohy
- Největší jezera v Jižní Americe podle objemu
- Nejhlubší jezera v Jižní Americe

## Austrálie a Oceánie
- Seznam jezer v Austrálii a Oceánii
- Největší jezera v Austrálii a Oceánii podle rozlohy
- Největší jezera v Austrálii a Oceánii podle objemu
- Nejhlubší jezera v Austrálii a Oceánii

## Antarktida
- Seznam jezer v Antarktidě
- Vida
- Vostok (jezero)
- Figurnoe

## Zaniklá jezera
- Agassiz (Kanada, USA)
- Bonneville (USA)
- Meridové jezero (Egypt)
- Salinas Grandes (Argentina)
- Tulare (USA)

## Fiktivní jezera
- Cuiviénen (Středozem)
- Evendim (Středozem)
- Mithrim (Středozem)
- Wobegon (Minnesota)

## Měsíc
- Seznam "jezer" na Měsíci